# Transept

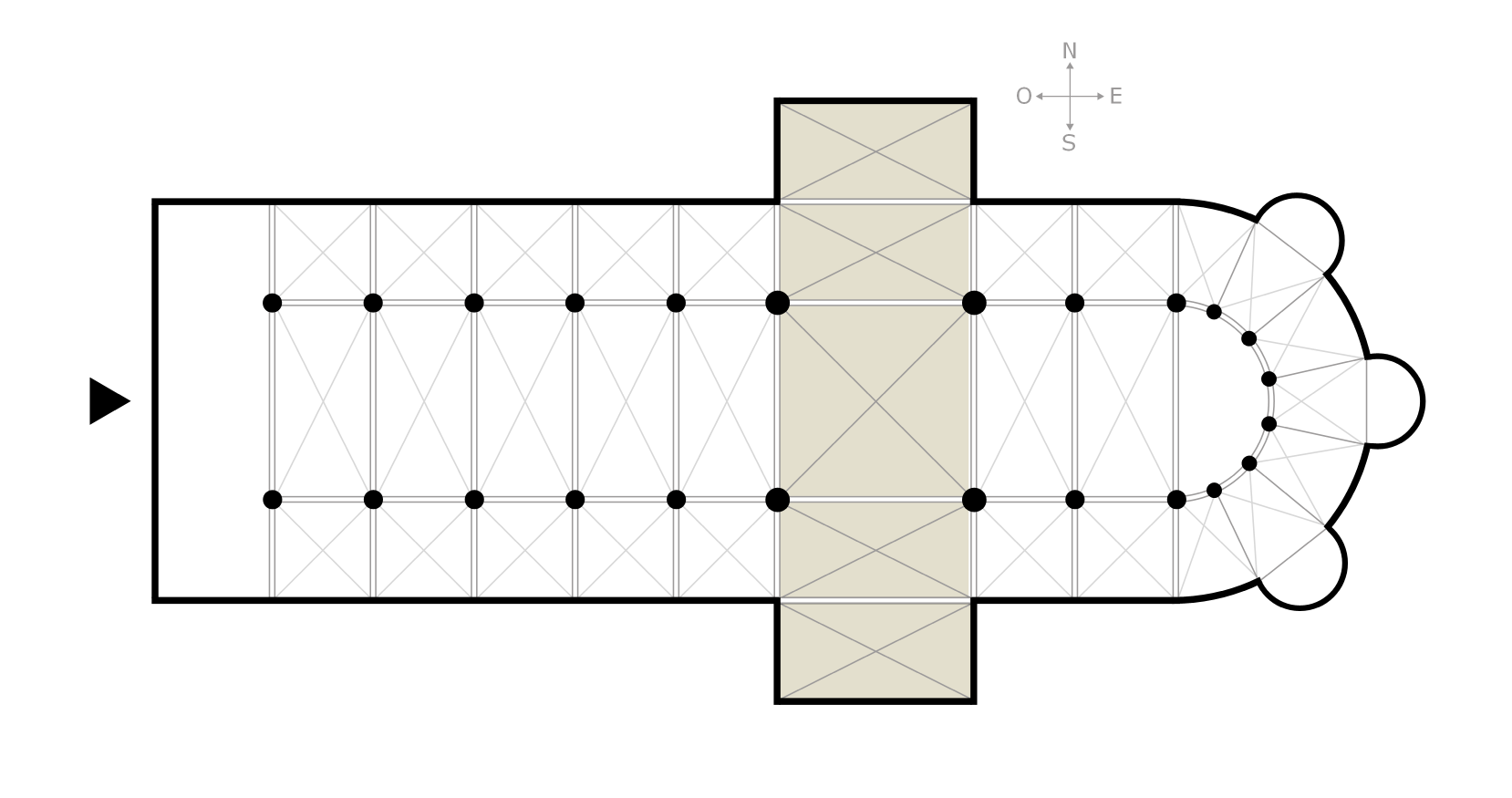
Transept

Transept, nawa poprzeczna, część kościoła, nawa prostopadła do osi kościoła, położona pomiędzy prezbiterium a resztą jego budynku. Transept może być jedno- lub wielonawowy.
W romańskich bazylikach dwuchórowych występują dwa transepty – wschodni (przy prezbiterium) i zachodni (związany z westwerkiem). Natomiast w gotyckich katedrach angielskich również mogą być dwa transepty (obydwa od wschodu). W dachu nad skrzyżowaniem transeptu i nawy głównej może występować niewielka wieża (tzw. sygnaturka).
W kościołach o układzie bazylikowym spotyka się tzw. pseudotransept, niewyodrębniony w rzucie kościoła, stanowiący jedynie element jego bryły. Pseudotransept powstaje poprzez nadanie odcinkowi naw bocznych wysokości nawy głównej z ewentualnym dodatkowym zaznaczeniem w architekturze zewnętrznej przy pomocy szczytów.